# Esson
Esson ist eine französische Gemeinde mit 570 Einwohnern (Stand: 1. Januar 2022) im Département Calvados in der Region Normandie. Sie gehört zum Arrondissement Caen und zum Kanton Le Hom. Die Bewohner werden als Essonais bezeichnet.

## Geografie
Esson liegt etwa 23 Kilometer nordwestlich von Falaise und 27 Kilometer südsüdwestlich von Caen. Umgeben wird die Gemeinde von Croisilles im Norden, Cesny-les-Sources im Nordosten, Meslay im Osten, Donnay im Südosten, Combray im Süden, Caumont-sur-Orne im Südwesten, Saint-Martin-de-Sallen im Westen sowie Thury-Harcourt im Nordwesten.

## Bevölkerungsentwicklung
| Jahr                              | 1793 | 1836 | 1876 | 1926 | 1946 | 1968 | 1990 | 2019 |
| Einwohner                         | 428  | 500  | 418  | 301  | 316  | 304  | 297  | 539  |
| Quellen: Cassini, EHESS und INSEE |      |      |      |      |      |      |      |      |

## Sehenswürdigkeiten

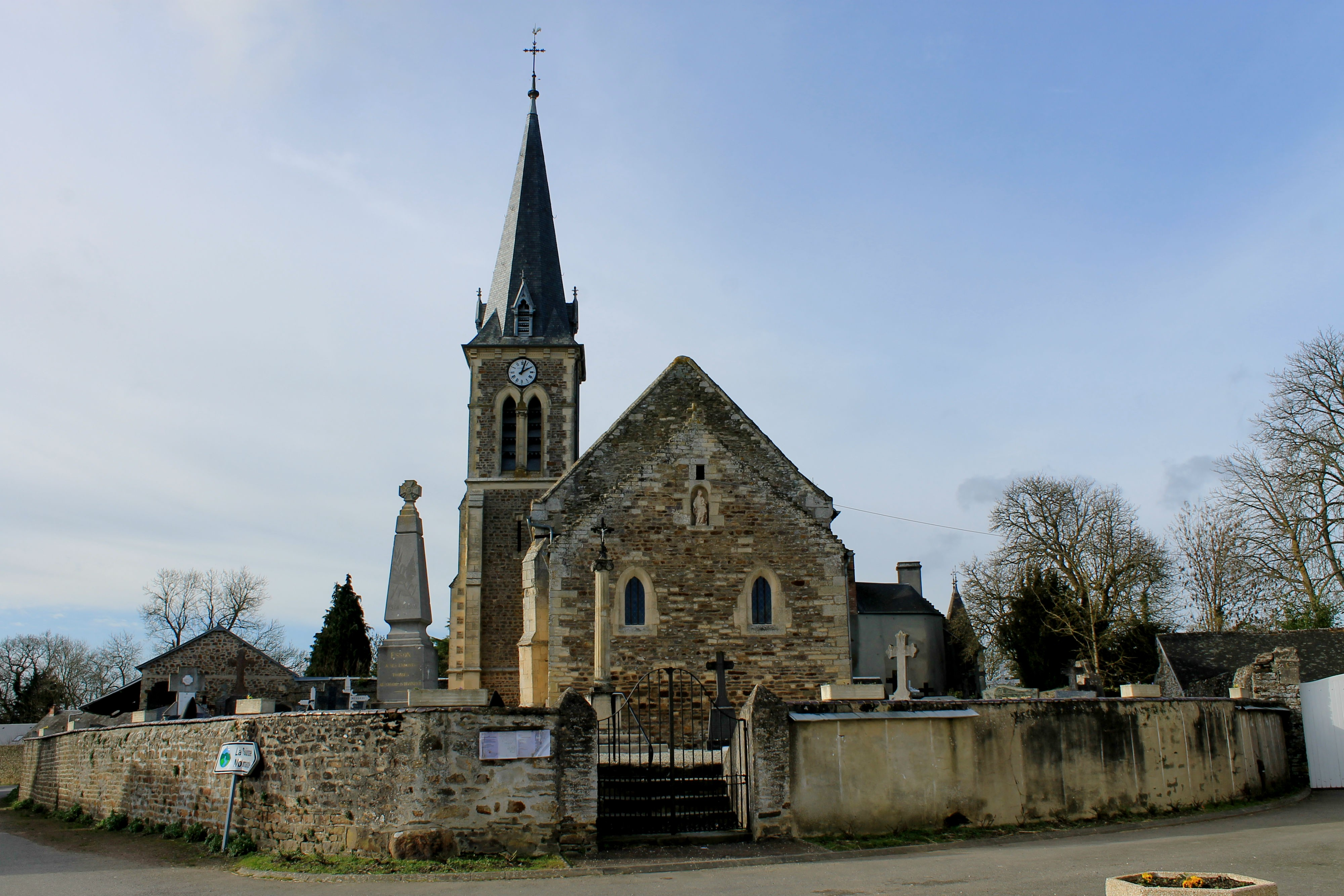
Kirche Nativité-de-Notre-Dame

- Romanische Kirche Nativité-de-Notre-Dame, im 15. Jahrhundert wiederaufgebaut; beherbergt als Monument historique eingestufte Objekte
- Schloss aus dem 18. Jahrhundert
- Kapelle aus dem 19. Jahrhundert